# Falterbräu
Der Falterbräu ist eine Bierbrauerei im niederbayerischen Drachselsried, einer Gemeinde im Landkreis Regen. Die Brauerei hatte 2008 eine Jahresproduktion von 5000 Hektolitern, zu ihr gehört ein Brauereigasthof mit Biergarten.

## Geschichte
Die Brauerei wurde 1874 von Josef Falter gegründet und an seinen Sohn Johannes Baptist Falter weitergegeben. Nach dessen zweitem Sohn war Eduard Falter vierter Inhaber, die Brauerei befindet sich heute in fünfter Generation weiterhin im Familienbesitz. Neben einem Brauereigasthof werden zusätzlich zwei Wasserkraftwerke betrieben, die den Strombedarf der Brauerei mehr als abdecken.
Einer der Enkel des Brauereigründers, Johannes Baptist Falter, übernahm in Regen eine Brauerei, die heutige Brauerei Falter.

## Biere
Die Produktpalette umfasst die Biersorten Arber Hell, Arber Pils, Arber Premium, Arber Weisse, Radler, Arber Premium Dunkel, Arber Weisse Dunkel, Kirwa Bier und Eisbock.
Abgefüllt wird in Kronkorkenflaschen.